# Otto Kratky
Otto Kratky (Viena, 9 de março de 1902 – Graz, 11 de fevereiro de 1995) foi um físico químico austríaco.

## Publicações
- Über den Kautschukeffekt bei Hydratzellulose. Steinkopf, Dresden 1944
- Das Makromolekül, ein Angelpunkt moderner biologischer und biochemischer Forschung. Kienreich, Graz 1957
- Die Welt der Vernachlässigten Dimensionen und die Kleinwinkelstreuung der Röntgenstrahlen und Neutronen an biologischen Makromolekülen. Barth, Leipzig 1983.

## Condecorações
- Prêmio Erwin Schrödinger 1964
- Condecoração Austríaca de Ciência e Arte 1964
- Medalha Wilhelm Exner 1970
- Medalha Cothenius 1971
- Pour le Mérite 1984
- Prêmio Gregori Aminoff 1987